# هيلموت ماركس
هيلموت ماركس (بالألمانية: Hellmuth Marx)‏ هو نحات ورسام نمساوي، ولد في 17 يونيو 1915 في لينتس في النمسا، وتوفي في 2002 في ليينز في النمسا.